# Zwartemeer

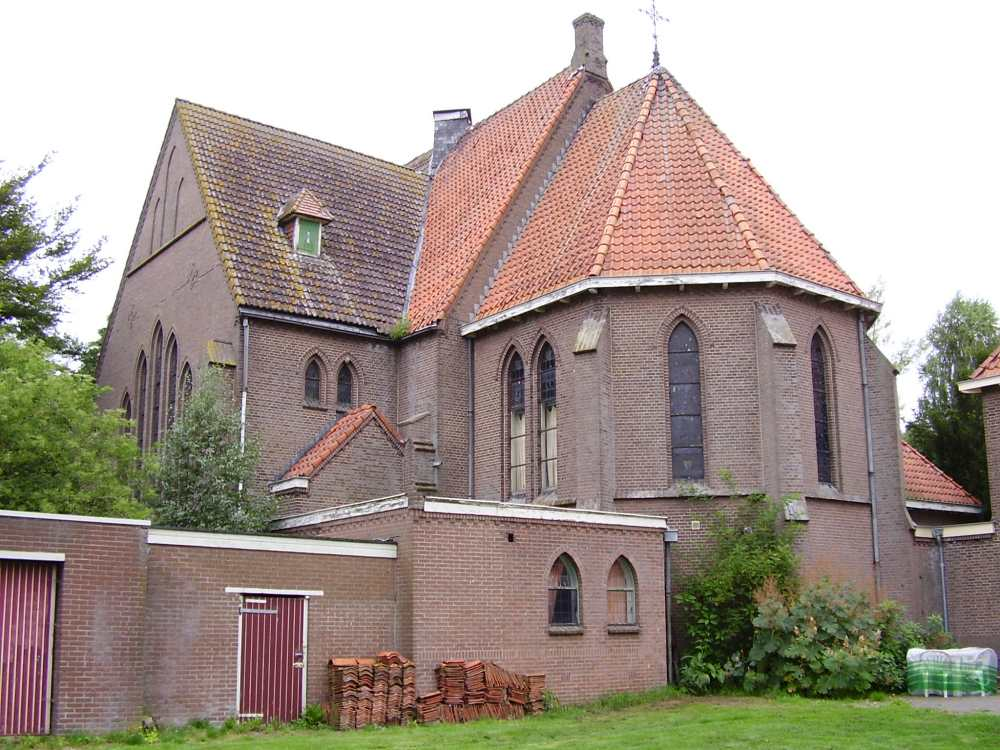
Sint-Antoniuskerk

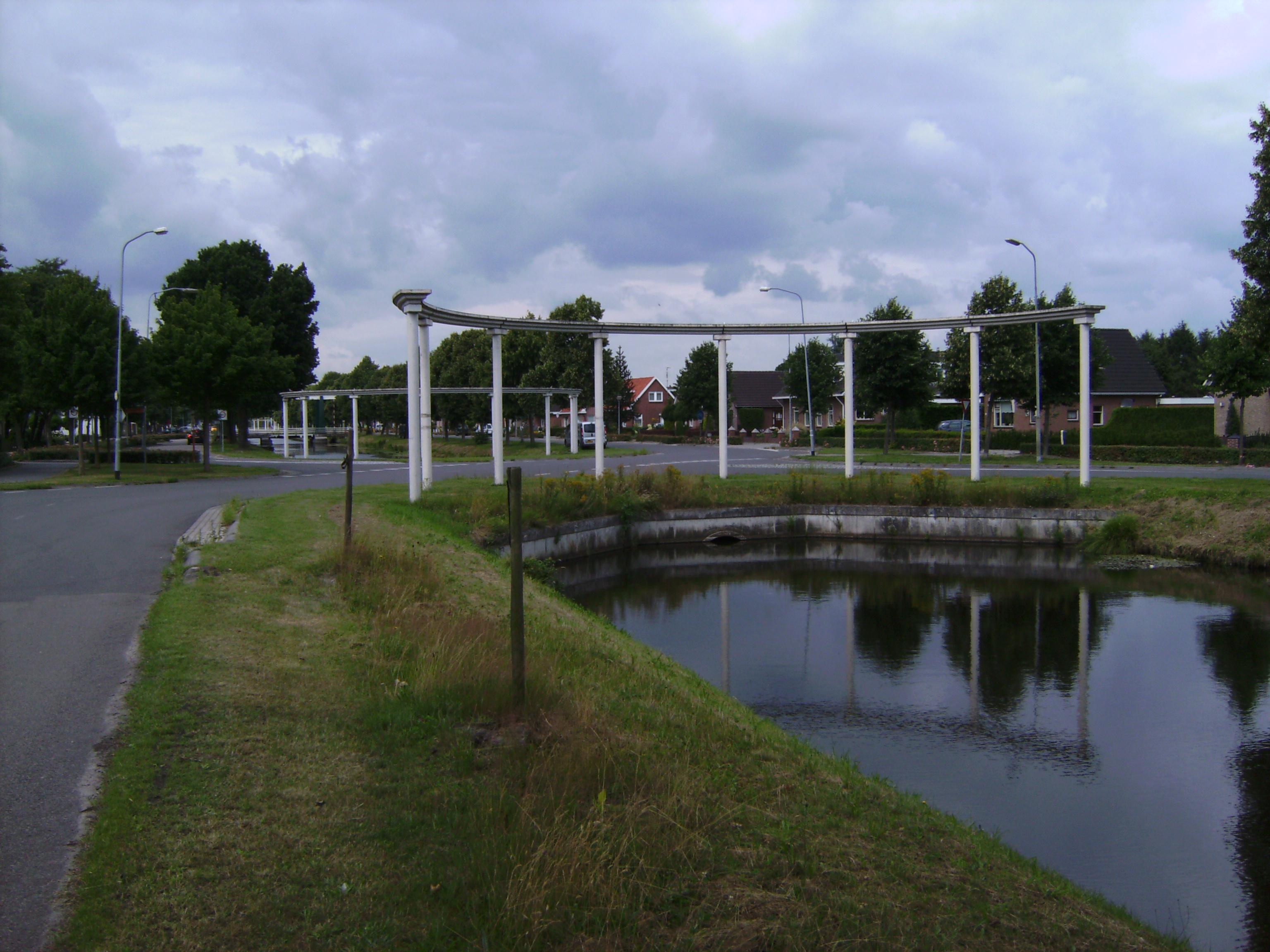
Zwartemeer, moderne kunst op straat

Zwartemeer is een dorp in de Nederlandse provincie Drenthe, gemeente Emmen, aan de Duitse grens.

## Geschiedenis
Het dorp Zwartemeer is in 1871 ontstaan ten zuiden van het verdwenen Zwarte Meer. Dit was een circa 100 hectare grote meerstal (hoogveenmeer) dat de oorsprong vormde van het beekje Runde. Het is bij de ontginning van het veengebied drooggelegd en verdwenen. Het veengebied was onderdeel van het grote Boertanger Moeras.
De kolonisten waren grotendeels afkomstig uit de katholieke gebieden van Hannover, over de Duitse grens, waardoor de huidige bevolking voor ongeveer de helft een katholieke achtergrond heeft en er veel Duitse achternamen in het dorp te vinden zijn.
Zwartemeer is een veenkolonie, oorspronkelijk ontstaan op het bovenveen in het gebied dat nu het ruim 2000 ha grote natuurreservaat Bargerveen omvat. De eerste bewoners woonden in provisorisch opgebouwde huisjes en plaggenhutten. Tijdens de afgraving van de soms meer dan 5 meter dikke veenlaag verplaatsten de bewoners zich langzamerhand naar de nu nog bestaande lintbebouwing langs de Kamerlingswijk, een zuidelijke zijtak van de Verlengde Hoogeveense Vaart. Later is het dorp nog meer naar het noorden 'opgeschoven' met bebouwing langs de Verlengde Hoogeveense Vaart zelf. Vooral na de Tweede Wereldoorlog is het dorp ongeveer iedere 20 jaar uitgebreid met enkele nieuwbouwwijken. Het huidige dorp ligt nu waar tot circa 1890 het Zwarte Meer heeft gelegen. In 2019 is tussen het Bargerveen en ten zuidwesten van het huidige dorp het Zwarte Meer opnieuw vorm gegeven door de aanleg van een waterbekken dat dienst doet als overloop voor het geval het waterpeil in het Bargerveen te hoog oploopt. De plas heeft daarnaast een recreatieve functie. Ook de omstreeks 2005 gereconstrueerde Runde vindt zijn oorsprong weer in dit nieuwe Zwarte Meer.

## Voorzieningen
Zwartemeer heeft een openbare en een katholieke  basisschool. De protestants-christelijke basisschool is in 2019 opgeheven wegens een te laag leerlingental. Het dorpshuis De Meerstal is een cultureel zalencentrum waarin ook het Sociaal Cultureel jongerenwerk is ondergebracht. In de sporthal traint en speelt op het landelijk hoogste niveau spelende handbalclub Hurry Up. Het sportpark wordt voornamelijk gebruik door de voetbalclub SC Zwartemeerse Boys. Ook zijn er een supermarkt met postagentschap en diverse andere winkels en horecagelegenheden.
Er zijn nog twee kerken in gebruik: de katholieke Verrijzeniskerk en de PKN-kerk, voorheen in gebruik als Gereformeerde kerk. De sinds 2019 opgeheven Hervormde kerkgemeente is samen met de Gereformeerde kerk samen gegaan tot de PKN-kerk. De Hervormde Kapel is sindsdien ingericht als een modern Uitvaartcentrum van de plaatselijke Uitvaartverzorging. Aan het zuideinde van de Kamerlingswijk, waar het oorspronkelijke dorp Zwartemeer ontstond, staat de RK Sint-Antoniuskerk uit 1921. De kerk, thans een rijksmonument, wordt niet meer actief gebruikt en wacht op een totale restauratie. Ook de aangesloten pastorie is een rijksmonument dat particuliere bewoning heeft.
Ten noorden van het dorp tussen de Verlengde Hoogeveensche Vaart en de A37 is sinds 2005 het Sportlandgoed Swartemeer gevestigd. Een grote horecagelegenheid met restaurant, sportcafé en diverse grote zalen voor evenementen. Op het circa 30 ha grote terrein vindt men een 18 holesminigolfbaan, zwem- en visvijver, 30 blokhutten, crossbaan voor quads en diverse andere sportaccommodaties als tennisbaan en een voetbalveld.

## Geografie
De omgeving van het dorp kenmerkt zich door landbouwgebied (veenontginningen) en een klein bos ten noorden van de Verlengde Hoogeveense Vaart. Ten zuiden van het dorp ligt het laatste grote hoogveenreservaat in Zuidoost-Drenthe, het Bargerveen. Aan de andere kant van de landsgrens liggen ook nog veengebieden. Het dorp ligt ten zuiden langs de A37 (Hoogeveen – Duitse grens). In Duitsland sluit de weg aan op de Duitse A31, de noord-zuidverbindingsader tussen het Ruhrgebied en Oost-Friesland, (Oberhausen – Leer– Bremen).

## Sport
HV Hurry-Up is een handbalvereniging uit Zwartemeer, die met het herenteam op het hoogste niveau (BENE-Liga) speelt en in 2017 een Europese halve finale haalde.
Verder heeft het dorp de voetbalvereniging SC Zwartemeerse Boys. Het in de jaren vijftig en zestig van de 20e eeuw als (semi)profvoetbalclub in de tweede divisie spelende VV Zwartemeer werd oorspronkelijk in de jaren dertig in Zwartemeer opgericht, maar speelde al sinds jaar en dag in het buurdorp Klazienaveen toen het in 2017 opging in FC Klazienaveen. 

## Geboren in Zwartemeer
- Gerrit Oosting, burgemeester van Gieten en Ambt Delden
- Addy Engels, wielrenner
- Berry Schepers, profvoetballer
- Jeroen Lambers, voetballer
- Henk de Roo, zanger van The Dutch Boys